# 409 Aspasija
409 Aspasija (mednarodno ime je 409 Aspasia) je asteroid v asteroidnem pasu. Kaže značilnosti dveh tipov asteroidov tipa C in tipa S (po Tholenu) oziroma tipa Xc (po SMASS).

## Odkritje
Asteroid je odkril francoski astronom A. Charlois ( 1864 – 1910) 9. decembra 1895 v Nici. Imenuje se po Aspasiji, ljubici in gospodinji Perikleja, cenjenega starogrškega govornika, politika, državnika in vojskovodje.

## Lastnosti
Asteroid Aspasija obkroži Sonce v 4,14 letih. Njegova tirnica ima izsrednost 0,071, nagnjena pa je za 11,241° proti ekliptiki. Njegov premer je 161,61 km .